# Estação Aracaré
A Estação Aracaré é uma estação ferroviária pertencente à Linha 12–Safira da CPTM, localizada no município de Itaquaquecetuba.

## História
Com a implantação da Linha Variante de Poá em 1926, diversas indústrias se instalaram na região de Aracaré como a Rendal – Indústrias de Renda Ltda (1935) e o Lanifiício Ítalo Adami S/A (1937). Dessa forma, um apeadeiro chamado Aracaré foi construído na década de 1940 para atender aos operários dessas fábricas.
Em 20 de agosto de 1950 o apeadeiro foi promovido a estação pela Estrada de Ferro Central do Brasil, recebendo novas instalações e manteve o nome Aracaré. Com a abertura da nova estação (além da emancipação de Itaquaquecetuba em 1953), empresas imobiliárias lançaram os empreendimentos Vila Ercília (1951) e Vila Aracaré (1953), modificando o perfil da região de poucas indústrias para bairros residenciais populosos. Ainda assim o movimento da estação era baixo, com uma média de 900 passageiros embarcando diariamente na mesma em 1975.
Após ser transferida da RFFSA para a CBTU em 1984, a estação Aracaré passa por obras de ampliação de sua plataforma no ano seguinte, para permitir a operação de trens de 9 a 12 carros. Apesar da ampliação da plataforma, a cobertura da mesma não foi executada. Em 1 de junho de 1994 a estação foi  transferida para a CPTM. Por conta de sua infra-estrutura acanhada e sem acessibilidade, a estação gera muitas reclamações dos passageiros. Outro problema está na distância entre o trem e a plataforma. Com 46 cm (muito acima dos 10 cm de limite da norma ABNT-NBR 14021), Aracaré possui o maior vão da CPTM. Apesar das promessas de reforma e ou modernização, nenhuma obra foi realizada até o momento.

### Projetos
Em 12 de abril de 2005 a CPTM realizou a licitação nº 8292402011, prevendo projetos de modernização/reconstrução de 39 divididas em 10 lotes. A estação Aracaré foi incluída no Lote 9, ao lado das estações Engenheiro Goulart, São Miguel Paulista, Itaquaquecetuba e Engenheiro Manoel Feito. O Lote 9 foi vencido pelo consorcio Vetec / Trends pelo valor de R$ 777.177,00. O consórcio subcontratou o escritório Una Arquitetos. A Proposta de reconstrução previa o deslocamento da estação a 900 m ao sul da localização atual, de forma que a estação passaria do município de Itaquaquecetuba para o de Poá.
| “                                                                                   | ...Localizada originalmente próximo à Área de Preservação Ambiental [APA], porém no lado sul da ferrovia, seu deslocamento visa atender demanda da área de ocupação mais densa. Sua nova localização será junto à Rua Foz do Iguaçu, via de acesso à Avenida Vital Brasil, ponto de interligação com o ônibus, e próximo a Rua Calil Haddad, no lado norte da via. | ” |
| — Trecho do estudo da nova estação Aracaré,realizado pelo Escritório Una Arquitetos | |   |

A proposta de modificação do local da estação foi contestada pela população e políticos de Itaquaquecetuba, sendo arquivada.
Posteriormente foi contratado um novo projeto de modernização da estação junto à empresa GPO Sistran, porém nenhuma obra foi iniciada até o momento.
Após o requerimento de informação nº 254/2019, elaborado pela deputada estadual Mônica Seixas (PSOL), a CPTM apresentou um cronograma de investimentos previstos e realizados para a realização da obra de reconstrução da estação, com os seguintes prazos:
| Etapa                                    | Prazo                |
| ---------------------------------------- | -------------------- |
| Elaboração de projeto básico e executivo | mai. 2018/nov. 2019  |
| Preparação da licitação                  | dez. 2019            |
| Licitação e contratação da obra          | jan./jun. 2020       |
| Realização das obras                     | jul. 2020/ jun. 2022 |

## Tabela
| Sigla | Estação | Inauguração          | Integração               | Plataforma | Posição    | Notas                    |
| ----- | ------- | -------------------- | ------------------------ | ---------- | ---------- | ------------------------ |
| ARC   | Aracaré | 20 de agosto de 1950 | Bilhete Único da SPTrans | Central    | Superfície | Estação original da EFCB |